# Осувка (Великопольське воєводство)
Осувка (пол. Osówka) — село в Польщі, у гміні Тарнувка Злотовського повіту Великопольського воєводства.
Населення — 178 осіб (2011).
У 1975-1998 роках село належало до Пільського воєводства.

## Демографія
Демографічна структура станом на 31 березня 2011 року:
|          | Загалом | Допрацездатний вік | Працездатний вік | Постпрацездатний вік |
| -------- | ------- | ------------------ | ---------------- | -------------------- |
| Чоловіки | 85      | 19                 | 61               | 5                    |
| Жінки    | 93      | 20                 | 57               | 16                   |
| Разом    | 178     | 39                 | 118              | 21                   |